# 感情教育
『感情教育』（かんじょうきょういく、仏：L'Éducation sentimentale）は、ギュスターヴ・フローベールの長編小説。二月革命前後のパリを舞台に、法科学生フレデリックの青春を描く。
1864年から1869年にかけて執筆され、同年に刊行。『ボヴァリー夫人』『サランボー』に続く3作目の長編小説。

## あらすじ
1840年、大学入学試験に合格したばかりの18歳の青年フレデリック・モローは、郷里へと向かう船上で美術商ジャック・アルヌーと出会い、彼の妻マリ・アルヌーに一目惚れをする。2か月を郷里で過ごしたフレデリックはパリに出て、アルヌー夫人の面影を胸に秘めつつ、親友で野心家のデローリエ、かつての級友で充足した生活を送っているマルチノン、上流の出だが品のないシジー、数学の復習教師で共和主義者のセネカルといった面々と交流しながら倦怠した都会生活を送る。そんな中、学生団体と警官との衝突に巻き込まれた流行品店の店員デュサルディエを共同して助けたことから、流行新聞を手がけているユソネと知り合い、彼の伝手でアルヌーの美術工芸店へ出入りすることができるようになる。ここで才能のない画家ペルラン、「シトワイヤン（市民）」とあだ名されるルジャンバールらと知り合うとともに、アルヌー家に親しく出入りし、アルヌー夫人への恋のきっかけを探ろうとする。
しかし、帰郷したフレデリックは母親から家の財政状態が思わしくないことを告げられ、パリでの生活も輝かしい将来への希望も諦めなければならなくなる。フレデリックはアルヌー夫人を思い切り、近所に住む土地管理人の娘ルイズの遊び相手になってやりながら失意のうちに数年を過ごす。しかしながら1845年の暮れ、突然伯父の死去の手紙が舞い込み、彼が遺言なしで死んだためにフレデリックは全財産を相続、2万7000リーブルの年収を得る境遇になる。希望を取り戻したフレデリックは再びパリに出て友人たちとの交流を復活させ、商売の失敗で没落しつつあったアルヌー家とも旧交を取り戻す。熱心にアルヌー家に通い、機を得てアルヌー夫人へ愛を打ち明けることができたフレデリックは、やがてついに夫人に逢引きの約束を取り付ける。そのために特別に部屋を借りておいたフレデリックだったが、ちょうど夫人の子供が病気に罹り、これを不貞への天罰と捉えた夫人は彼との約束をふいにしてしまう。その日は折りしも1848年2月23日、パリで二月革命が勃発した日であった。
革命を境に人々の生活も変わっていく。フレデリックはアルヌー夫人への失意から社交家のロザネットの恋人となり、デローリエに唆されて代議士への出馬を検討して失敗し、権勢家のダンブルーズ家では保守的な意見を述べ、権力を求めてダンブルーズ夫人の情夫となり、友人たちとは疎遠になっていく。一方、陶器工場の経営に頓挫したアルヌー家は破産に陥る。フレデリックはなんとか窮状を救ってやろうと金を工面するも間に合わず、アルヌー夫人は夫、子供とともに去っていってしまう。フレデリックはロザネットにもダンブルーズ夫人にも嫌気が差し、家庭的な幸福を求めて、自分に思いを寄せていたはずのルイズ嬢に会いに故郷へ向かう。しかし、帰郷した彼が見たのは、フレデリックの親友デローリエとルイズとの結婚式だった。
そうしてフレデリックは社交会に出入りしながら無為のうちに歳月を過ごし、若さを失っていった。1867年3月、彼のもとに突如としてアルヌー夫人が訪れる。2人は過ぎ去った恋を語り合い、彼女は白くなった髪を一房切り取って渡し、最後の別れを告げる。その冬、フレデリックは仲直りしたデローリエと青春の思い出を語り合う。まだ中学生だったとき、2人でこっそり娼家を訪れて、しかし恐れをなしてすぐに逃げてきたことがあった。2人は長々とこのことを語り合い、「あの頃が一番よかったな！」と慨嘆する。

## 執筆背景
フロベールは1864年9月から1869年5月にかけ本作を執筆したが、まだ自身が20代だった1843年から1845年の間にも、この作品の原型であり同タイトルの小説『感情教育』（今日では『初稿・感情教育』と記載）を執筆している。その後政治的な動乱を経験したフロベールは、構想を練り直し本作を完成させた。
小説で主人公が思いを寄せるアルヌー夫人は、エリザ・フーコー（シュレザンジェ夫人）という実在の人物がモデルになっていると言われてきた。彼女はモーリス・シュレザンジェと結婚し一男一女を生んだ。モーリスは音楽関係の出版を手がけていた人物だった。フロベールは1836年、まだ15歳だったときにノルマンディーで夫人に出会い、激しい恋心を抱いた。フロベールと夫人との間に実際に恋愛関係があったのか定かではないが、フロベールと夫妻との付き合いはその後何十年も続いた。『感情教育』執筆中の1867年にも、夫人がルーアン近郊クロワッセにあるフロベールの家を訪れており、作品の最後の場面はこの出来事をもとにしたものとの推測もある。

## 日本語訳
- 生島遼一訳（岩波文庫（上下）、1971年、旧版全3巻、1950年）
  - 別版『フローベール全集 3』（筑摩書房、復刊1998年）
- 山田爵訳（上下）（河出文庫、2009年、グーテンベルク21（電子書籍）、2021年）
  - 元版『新集世界の文学 14 フローベル』中央公論社、1972年
- 清水徹訳（新潮社『新潮世界文学9 フローベール』に収録、1972年）
- 太田浩一訳（光文社古典新訳文庫（上下）、2014年）
  - 古い訳本は、山田九朗訳（実業之日本社）、鈴木健郎訳（角川文庫 全3巻）